# Giuseppe Schiavinato
Giuseppe Schiavinato (Padova, 10 dicembre 1915 – Milano, 25 giugno 1996) è stato un mineralogista e politico italiano, esponente del Partito Repubblicano Italiano e parlamentare europeo.

## Biografia
Professore di mineralogia, fu poi rettore dell'Università Statale di Milano dal 1972 al 1984, durante il periodo più caldo della contestazione studentesca.
Subentrò al Parlamento europeo nel luglio 1988, dopo essere stato candidato alle elezioni europee del 1984 per le liste del PRI-PLI. È stato membro della Commissione per l'energia, la ricerca e la tecnologia.

## Riconoscimenti
Per via dei suoi contributi nel promuovere la mineralogia in Italia, gli è stato dedicato il minerale schiavinatoite.